# Silas L. Niblack
Silas Leslie Niblack, född 17 mars 1825 i Camden County i Georgia, död 13 februari 1883 i Lake City i Florida, var en amerikansk demokratisk politiker. Han representerade delstaten Florida i USA:s representanthus från januari till mars 1873. Efter honom representerades Florida av två kongressledamöter, vilka fortfarande valdes av hela delstaten. Kusinen William E. Niblack var ledamot av USA:s representanthus 1857–1861 och 1865–1875.
Silas L. Niblack studerade juridik, inledde sedan sin karriär som advokat i Lake City och arbetade senare som domare. Josiah T. Walls, en afroamerikansk republikan, besegrade Niblack i kongressvalet 1870 i valet som gällde Floridas enda mandat i representanthuset. Niblack överklagade valresultatet och fick till sist representera Florida för de sista veckorna som var kvar av mandatperioden. Han besegrades dock i kongressvalet 1872 och fick därmed inte fortsätta i representanthuset. Valet 1872 gick till på det sättet att två kandidater av fyra blev invalda efter att Floridas delegation i representanthuset utökades till två ledamöter. Den före detta slaven Walls blev invald i och med att han var tvåa i valet, medan Niblack slutade på tredje plats. Walls var av den åsikten att han hade besegrat Niblack rättvist även i valet 1870 och att valets jämna utgång den gången berodde på att Ku Klux Klan hade lyckats förhindra afroamerikanska väljare från att rösta republikanskt. Trots att Walls var lärare, ansåg Niblack att före detta slavar inte kunde vara tillräckligt högt utbildade för att kunna fungera som kongressledamöter.